# With Ur Love
With Ur Love é uma canção da cantora inglesa Cher Lloyd para o seu álbum de estreia, Sticks + Stones. A canção foi lançada como segundo single do álbum em 30 de outubro de 2011. Cher fez a primeira performance da canção no X Factor britânico. A canção tem a participação do cantor americano Mike Posner. A canção estreou no número de quatro no Reino Unido, tornando o segundo Top 10 de Cher no Reino Unido.
Uma versão sem o rap Mike Posner foi lançada no iTunes americano em 28 de agosto de 2012. Cher confirmou que a canção seria o seu próximo single americano em 30 de agosto de 2012, e em seguida fez uma performance ao vivo da canção no programa The Today Show.

## Antecedentes
"With Ur Love" recebeu sua primeira airplay em 21 de setembro de 2011. A música possui vocais do cantor americano Mike Posner.

## Videoclipe
No videoclipe da canção, Cher é vista se divertindo com algumas amigas em seu quarto. Ela então vai e caminha pelas ruas de Londres com seus amigos, em forma de gigantes balões de coração voando pelo céu com formatos coloridos. Mike Posner é visto cantando de um telhado com o espetacular plano de fundo e o horizonte de Londres atrás dele.

## Lista de faixas
- CD single.

| N.º | Título                              | Duração |  |
| 1.  | "With Ur Love"                      | 3:46    |  |
| 2.  | ""With Ur Love" (Acoustic version)" | 3:45    |  |

- Faixas do single no iTunes EP digital.[2]

| N.º | Título                                               | Duração |  |
| 1.  | "With Ur Love"                                       | 3:46    |  |
| 2.  | ""With Ur Love" (Acoustic version)"                  | 3:45    |  |
| 3.  | ""With Ur Love" (Alex Gaudino & Jason Rooney Remix)" | 6:28    |  |
| 4.  | ""With Ur Love" (Digital Dog Radio Edit)"            | 4:21    |  |
| 5.  | ""With Ur Love" (Teka & SoulForce Reggae Remix)"     | 3:48    |  |

- Faixas do single no iTunes americano.

| N.º | Título                        | Duração |  |
| 1.  | "With Ur Love (Solo Version)" | 3:22    |  |

## Desempenho gráfico
Em 4 de novembro de 2011, a canção estreou no número cinco, na Irlanda, tornado-se o segundo top 10 da cantora no pais. Apesar de estar previsto para estrear no número um no Reino Unido pela The Official Charts Company, a canção entrou no UK Singles Chart em número de quatro com a primeira semana de vendas de 74,030 cópias. A canção vendeu mais do que o primeiro single, "Swagger Jagger", quando se estreou no número um em agosto de 2011, vendendo 66,316 cópias. "With Ur Love" marca também o mais vendido single número quatro desde Rihanna com "Only Girl (In the World)" que vendeu 74,248 cópias em outubro de 2010.

## Paradas musicais
| Paradas (2010)                                  | Melhor posição |
| ----------------------------------------------- | -------------- |
| Austrália (ARIA)                                | 43             |
| Bélgica (Ultratop 50 de Flandres)               | 11             |
| Escócia (Scottish Singles and Albums Chart)     | 3              |
| Estados Unidos (Bubbling Under Hot 100 Singles) | 1              |
| Estados Unidos (Billboard Pop Songs)            | 27             |
| Irlanda (IRMA)                                  | 5              |
| Nova Zelândia (RIANZ)                           | 16             |
| Reino Unido (UK Singles Charts)                 | 4              |

| País          | Provedor | Certificação |
| ------------- | -------- | ------------ |
| Austrália     | ARIA     | Ouro         |
| Nova Zelândia | RIANZ    | Ouro         |